# Парламентские выборы на Барбадосе (1994)
Досрочные парламентские выборы на Барбадосе прошли 6 сентября 1994 года для избрания депутатов Палаты собрания в парламенте Барбадоса. В результате победу одержала оппозиционная Барбадосская лейбористская партия, получившая 19 из 28 мест, а её лидер Оуэн Артур стал премьер-министром. Правящая Демократическая лейбористская партия под руководством Дэвида Томпсона сократила своё представительство до 8 мест. Национально-демократическая партия стала третьей партией, получившей место в Палате собрания, впервые с 1966 года Явка составила 60,9 %.

## Избирательный закон
Парламентские выборы в нижнюю палату Парламента Барбадоса по Конституции страны должны быть проведены не позже, чем через 5 лет после предыдущих. Досрочные выборы могут быть объявлены генерал-губернатором по представлению правительства либо в результате объявления парламентом вотума недоверия премьер-министру.

## Результаты
|                                                                                    |                                       |         |       |       |     |
| Партия                                                                             | Партия                                | Голоса  | %     | Места | +/- |
|                                                                                    | Барбадосская лейбористская партия     | 60 504  | 48,34 | 19    | +9  |
|                                                                                    | Демократическая лейбористская партия  | 47 979  | 38,33 | 8     | -10 |
|                                                                                    | Национально-демократическая партия    | 15 980  | 12,77 | 1     | +1  |
|                                                                                    | Независимые                           | 700     | 0,56  | 0     | 0   |
| Недействительных/пустых бюллетеней                                                 | Недействительных/пустых бюллетеней    | 659     | 0,52  | -     | -   |
| Всего                                                                              | Всего                                 | 125 163 | 100   | 28    | 0   |
| Зарегистрированных избирателей / Явка                                              | Зарегистрированных избирателей / Явка | 206 642 | 60,89 | -     | -   |
| Источник: Caribbean Elections Архивная копия от 31 августа 2020 на Wayback Machine |                                       |         |       |       |     |